# Heidelberg University (Ohio)
Die Heidelberg University ist eine private Universität in Tiffin, Ohio, USA. Sie wurde 1850 gegründet und war bis 1889 und von 1926 bis 2009 als Heidelberg College bekannt. Sie gehört der United Church of Christ.

## Geschichte
Die Universität Heidelberg wurde 1850 von der Deutsch-Reformierten Kirche als College in Ohio gegründet. Sie ist der United Church of Christ angeschlossen. In der Mitte des neunzehnten Jahrhunderts gab es eine beträchtliche Anzahl deutscher Einwanderer in Ohio. Die Deutsch-Reformierte Kirche hatte 74 Kirchen im Bundesland, als die Mitglieder beschlossen, das Kolleg zu gründen. 2009 gab es eine Namensänderung von Heidelberg College zu Heidelberg University.

## Campus
Der Campus liegt auf einem 44,5 ha großen Grundstück in Tiffin, Ohio, der Kreisstadt des Seneca County im Nordwesten von Ohio. Der Campus befindet sich auf der Ostseite von Tiffin auf dem College Hill, rund 0,8 km von der Innenstadt von Tiffin entfernt.
Der Campus Heidelberg umfasst 26 Gebäude, von denen 10 im National Register of Historic Places aufgeführt sind. Die Architektur reicht von reinem Greek Revival und viktorianischer Gotik bis hin zu englischer Gotik und dem funktionalen Stil.

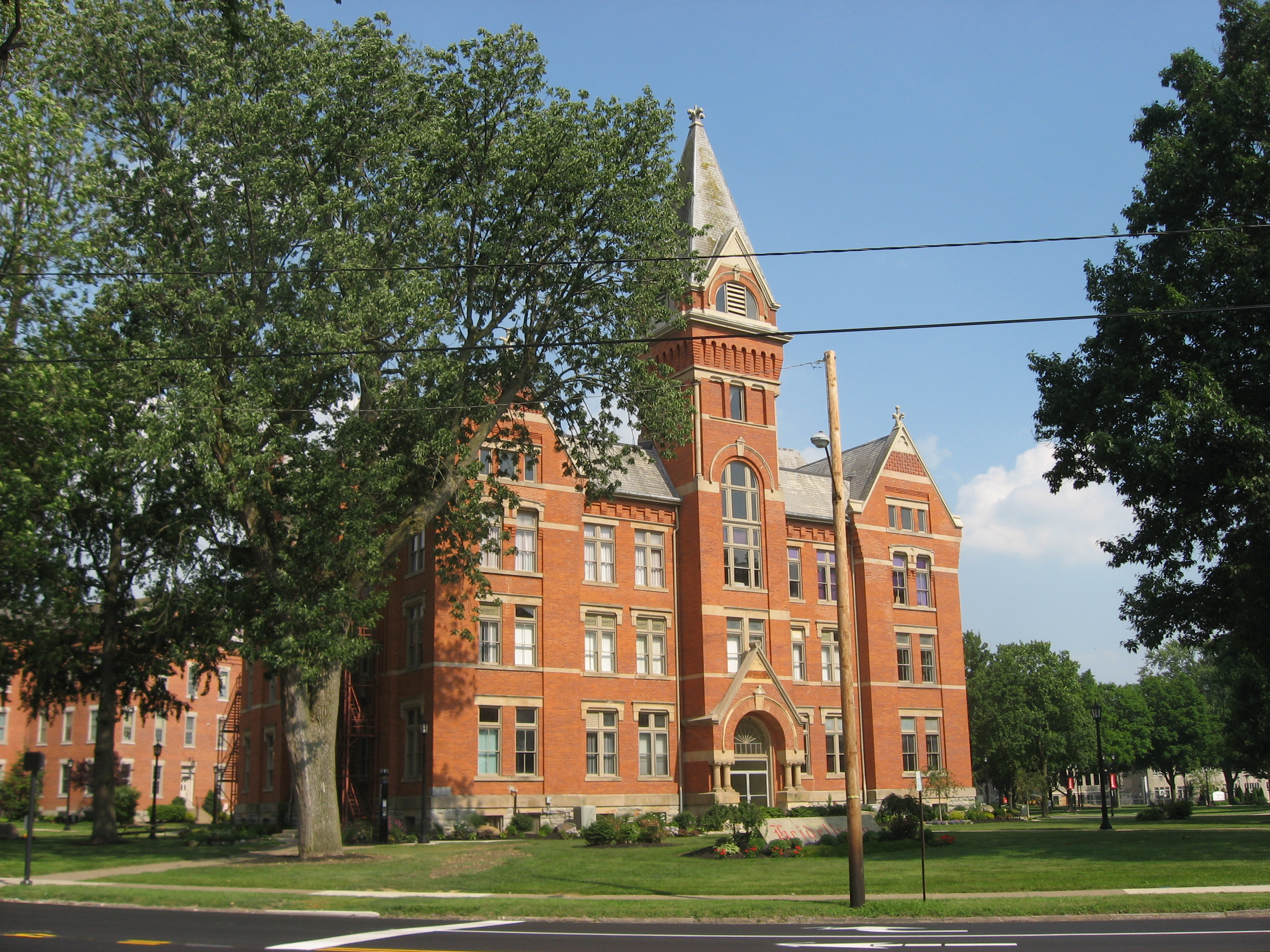
University Hall

## Sport
Heidelberg ist der NCAA Division III Athletics angeschlossen und Mitglied der Ohio Athletic Conference.

### Sportarten

#### Frauensport
- Basketball
- Cheerleading
- Crosslauf
- Golf
- Lacrosse
- Fußball
- Softball
- Tennis
- Laufen
- Volleyball

#### Männersport
- Baseball
- Basketball
- Crosslauf
- Fußball
- Golf
- Lacrosse
- Fußball
- Tennis
- Laufen
- Ringen

## Angebote
Heidelberg bietet 36 grundständige Studiengänge, vier Aufbaustudiengänge, 16 Nebenfächer und 13 berufsvorbereitende Studiengänge an. 

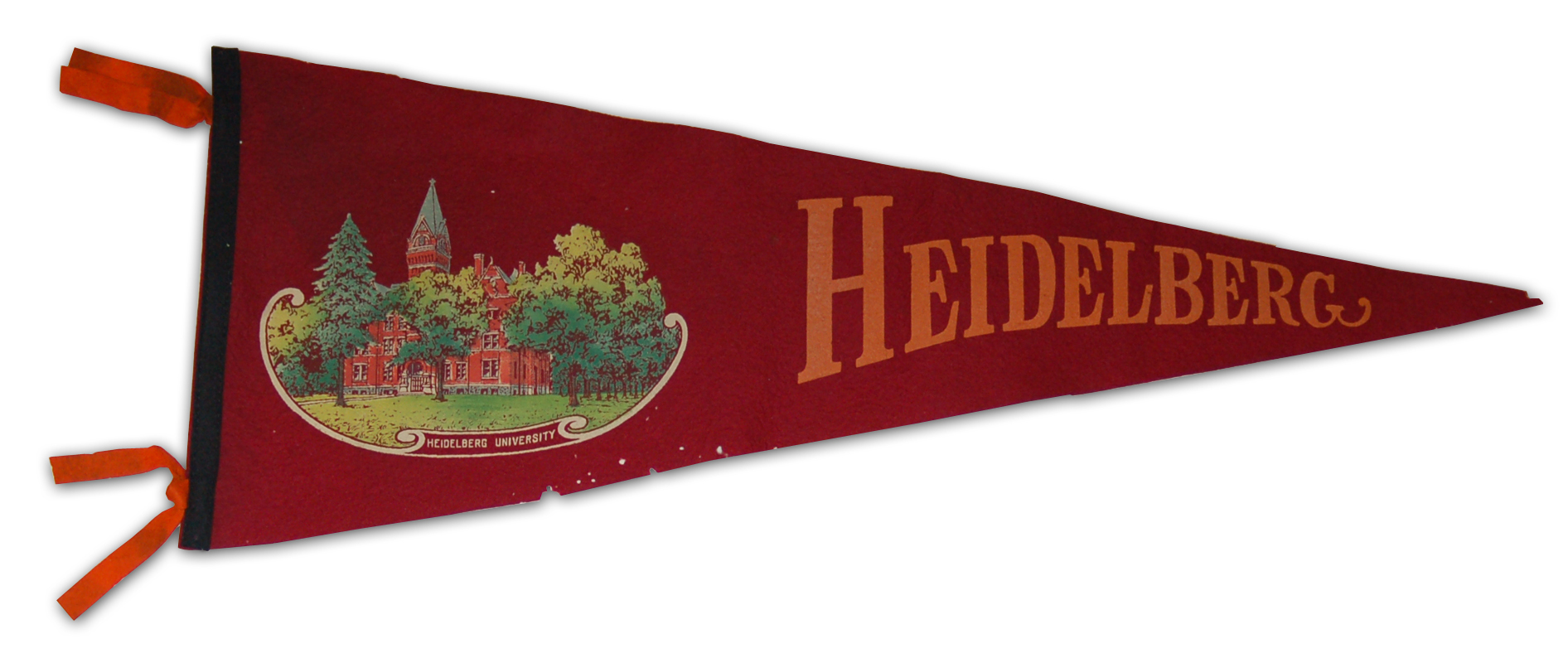
1920er Schulwimpel

Das American Junior Year Programm an der Universität Heidelberg in Heidelberg, Deutschland ist das älteste Austauschprogramm zwischen einer amerikanischen und einer deutschen Universität.

## Studierende
Die Studierenden stammen aus allen Teilen der USA. Acht Prozent der Studierenden kommen aus anderen Ländern. Etwa 85 Prozent der Studierenden leben in Campus-eigenen Wohnungen.

### Absolventen (Auswahl)
- Isaiah Pillars (1833–1895), Jurist, Offizier und Politiker
- Edward Retilla Hays (1847–1896), Politiker
- William Wallace Chalmers (1861–1944), Politiker
- Aubrey Diller (1903–1985), Klassischer Philologe
- Sue Myrick (* 1941), Politikerin